# 別讓別人知道我的心痛
〈別讓別人知道我的心痛〉（Que nadie sepa mi sufrir），又名〈我的摯愛〉由安吉爾·卡布萊（Ángel Cabral）作曲，該曲曾被數名西語歌手翻唱，如阿爾貝托·卡斯蒂略（Alberto Castillo）、胡利奧·伊格萊西亞斯 （Julio Iglesias） 和瑪麗亞·普拉德拉 （María Pradera）。著名的法語歌曲〈人群之中〉（La Foule）是本曲的改寫版，由米歇爾·里夫格 （Michel Rivgauche） 作曲，於1957年由著名的法語歌手愛迪·琵雅芙 （Édith Piaf） 演唱。

## 起源
〈別讓別人知道我的心痛〉於1936年由安吉爾·卡布萊作曲，恩里克·迪澤奧 （Enrique Dizeo） 填詞。安吉爾和恩里克都出生於阿根廷，阿根廷是秘魯華爾茲 （Peruvian waltz） 的起源地，秘魯華爾茲在西語中稱作 "vals criollo"，意思為混合華爾滋 （creole waltz），祕魯華爾滋是一種音樂風格，在1930至1950年代流行於拉丁美洲，〈別讓別人知道我的心痛〉最先是由雨果・德卡里爾 （Hugo del Carril） 演唱，該曲風靡一時。這首歌講述主角和出軌的愛人斷絕關係，同時又害怕別人知道他有多心痛。

### 〈人群之中〉
大約二十年後，在一次拉丁美洲巡迴中，愛迪·琵雅芙聽到了阿爾貝托·卡斯蒂略於1953年演唱的版本，稍後愛迪錄製了由米歇爾·里夫格改寫的法語版本，愛迪的版本釋出後紅極一時，隨後，西文版的原曲又再次爆紅，以〈我的摯愛〉為歌名再次竄紅（我的摯愛"Amor de mis amores" 為西文版中副歌的首句歌詞）。
〈人群之中〉講述女歌者在一次節慶中，在人群之中與男子一見鍾情，女歌者感謝人群將男子推到她的面前，但瞬間人群又將男子推開，於是女歌者再也沒有看過那名男子。某名評論家曾評論該曲：「這首歌裡的人群類似於某種德謬哥（demiurge，造物主），玩弄著對於變幻莫測的命運無能為力的人類。」

## 翻唱

### 〈別讓別人知道我的心痛〉
- 1953年阿爾貝托·卡斯蒂略 （Alberto Castillo（英语：Alberto Castillo (performer)））
- 1968年瑪麗亞·普拉德拉 （María Dolores Pradera）
- 1981年，西裔歌手胡利奧·伊格萊西亞 （Julio Iglesias） 將其收錄於他的首張專輯〈從女孩到女人（De niña a mujer ）〉，該專輯於美國發行。
- 1988年，灰狼一族合唱團 （Los Lobos） 於專輯〈槍與心臟（ La Pistola y El Corazón ）〉中收錄本曲。
- 1990年，拉索諾拉炸藥 （La Sonora Dinamita） 錄製了昆比亞風格 （cumbia） 的版本，由瑪格麗特·瓦爾加斯 （Margarita Vargas） 客串，本曲被收錄在專輯〈熱帶島嶼 （La Tropicalisima）〉中，歌名為〈別讓別人知道我的心痛（我的摯愛）〉 （as "Que nadie sepa mi sufrir （Amor de mis amores）"）。
- 1997年，古巴樂團阿拉貢樂團 （Orquesta Aragón） 將其收錄於專輯〈Cha Cha Charanga 〉中。
- 2013年，奇科和吉普賽人樂團 （Chico and the Gypsies） 將其收錄於專輯〈節慶 （Fiesta ）〉中，歌名為〈我的摯愛〉。
- 2006年，波多黎各音樂家荷西·費里西安諾 （José Feliciano） 和墨西哥歌手艾莉西亞·薇雅德雷雅 （Alicia Villareal） 翻唱本曲，收錄於專輯〈荷西·費里西安諾和他的朋友（José Feliciano y Amigos ）〉中，該曲巔峰時期曾位居拉丁熱門歌曲排行榜第27名[5]。

### 〈人群之中〉
- 法國爵士歌手拉奎爾·比頓（Raquel Bitton） 演出《琵雅芙：她的故事，她的歌曲 》（Piaf: Her Story, Her Songs）時演奏了這首歌，這齣戲是為了向愛迪·琵雅芙致敬。
- 2009年，加拿大籍美國人瑪爾塔·溫賴特（Martha Wainwright） （民謠歌手凱特·麥嘉里格爾 （Kate McGarrigle） 和盧頓·溫萊特三世 （Loudon Wainwright III） 的女兒，洛福斯·溫萊特 （Rufus Wainwright） 的妹妹）翻唱了這首歌，並收錄於向愛迪·琵雅芙的專輯〈身在巴黎，無槍無鞋（Sans Fusils, Ni Souliers, à Paris ）〉中。
- 2009年，魁北克藍調民謠歌手伯納德·阿達穆斯 （Bernard Adamus） 以自己的風格翻唱了本曲，並收錄於專輯〈灼燒 （Brun）〉中。
- 2012年，法國歌手米蕾耶·瑪蒂厄 （Mireille Mathieu） 翻唱了本曲，連同其他愛迪·琵雅芙的著名歌曲，收錄於向愛迪·琵雅芙致敬的專輯〈米蕾耶·瑪蒂厄翻唱琵雅芙 （Mireille Mathieu chante Piaf ）〉中。
- 2012年，法國流行歌手派翠西亞·凱絲 （Patricia Kaas） 翻唱本曲，並收錄於專輯〈凱絲翻唱琵雅芙 - 兩次看見，兩個命運，一次致敬 （deux vois, deux destin, un hommage ）〉中。
- 2013年，古典吉他手尚費利克斯·拉蘭（Jean-Félix Lalanne） 與歌手艾格妮絲·夏薇依 （Agnès Jaoui） 翻唱本曲並將其收錄於專輯〈一把吉他 （Une Guitare ）〉中。
- 古典吉他手羅蘭·戴恩斯 （Roland Dyens） 將其收錄於專輯〈法文香頌 （Chansons francaise）〉中。
- 英國歌手伊玆·畢祖 （Izzy Bizu） 和BBC交響樂團合作翻唱了本曲，稍後被英國廣播公司新聞用於轉播2016年歐洲盃時的開場曲[6]。

### 其他版本
- 以色列歌手恰瓦·艾因斯坦 （Chava Alberstein） 錄製了希伯來文的版本，歌名為「微笑」（希伯來文為"חיוכים"），該曲釋出後紅極一時。

## 外部連結
- French lyrics with English translation and video clip（页面存档备份，存于）, at Ooltra.net